# Rama Polderman
Rama Polderman (Magelang, 27 maart 1924 - Den Haag, 18 april 2004), was arts, yoga-leraar en goochelaar. Hij was een van de eersten die yoga vanuit het oosten (Azië) naar Nederland bracht. Polderman richtte in 1957 Stichting Yoga Nederland op, nu bekend als de Stichting Yoga en Vedanta.

## Biografie
Polderman was de zoon van een Nederlandse ingenieur in de stad Magelang in de provincie Midden-Java in Nederlands-Indië; zijn moeder stierf bij de geboorte. Hij werd vernoemd naar de koning/hindoe-godheid Rama: zijn vader was theosoof. Sinds zijn kindertijd zei hij helderziend te zijn.
In 1942 ging hij geneeskunde studeren te Batavia, maar na de Japanse inval in dat jaar werd hij met zijn vader geïnterneerd in een kamp. Daar kon hij zich verder bekwamen in de geneeskunde door de lessen van eveneens geïnterneerde hoogleraren geneeskunde en door de praktijk in het kamphospitaal. Ook leerde hij er goochelen van een medegevangene, en kwam hij er in aanraking met de vedanta-filosofie.
Na de bevrijding van Nederlands-Indië vertrok hij naar Nederland, op deze reis verbleef hij drie maanden in Sri Lanka, waar hij van een goeroe de opdracht kreeg de Vedantaleer en yoga te verspreiden. In Nederland voltooide hij zijn studie geneeskunde en begon hij in 1952 een praktijk in Bilthoven. Ook ging hij werken in een homeopathisch ziekenhuis in Utrecht. Met zijn tweede vrouw, de actrice en regisseuse Kitty Knappert, begon hij in 1985 het Centrum voor Gezondheid en Bezinning in Baarn, dat gericht was op oosterse geneeskunst en technieken als astrologie en tarot.
Polderman schreef verschillende boeken, onder andere over Hatha yoga, 'doe het zelf'-boeken met een uitvoerige beschrijving van de oefeningen, (asana's). Ook stelde hij grammofoonplaten samen over dit onderwerp.
Als goochelaar won Polderman bij de Barcelona IX World Championships van de FISM in 1964 een prijs.

## Publicaties
- Yoga. Het geheim van een gezond en harmonisch leven. Amsterdam, De Driehoek, 1958
- Doe zelf yoga. Een practische yoga-cursus aangepast aan de westerse samenleving. Zelfkennis door beheersing van het denken, het gevoel en het physieke lichaam. Almelo, Lulof, 1966
- Doe zelf de volgende stap in yoga. Haarlem, Boekenfonds Stichting Yoga Nederland, 1971
- Ontspannen slapen door yoga. Amsterdam, De Driehoek, 1976
- De vitale mens. Eenvoudige bewustzĳnsoefeningen, vitaal ademhalen en kleurconcentraties voor iedereen, ook geschikt voor ouderen en minder validen. Deventer, Ankh-Hermes, 1981
- Yoga en stress. Utrecht, Kosmos, 1988

## Biografie
- B.J. Brouwer: De kunst van het leven. Het levensverhaal van Kitty Knappert en Rama Polderman. Heemstede, Altamira, 1995